# Черноголовые питоны
Черноголовые питоны, или питоны-офиофаги (лат. Aspidites) — род змей семейства питонов. У этих змей отсутствуют ямки на губных щитках, помогающие обнаруживать жертву по тепловому излучению и характерные для других видов семейства. Распространены в северной и центральной Австралии. Ночные змеи. Размножаются путём откладки яиц. Самки охраняют кладку до вылупления потомства.

## Классификация
Виды:
- Черноголовый питон (Aspidites melanocephalus, Krefft 1864)
- Австралийский питон Рамсея (Aspidites ramsayi, Macleay 1882)
  - Aspidites ramsayi panoptes
  - Aspidites ramsayi richardjonseii